# Црква Светих апостола Петра и Павла у Мрчајевцима
Црква Светих апостола Петра и Павла у Мрчајевцима, насељеном месту на територији града Чачка, подигнута је 1848. године. Црква припада Епархији жичкој Српске православне цркве.
Уређење ентеријера цркве започето је крајем 19. века, те је 1896. године за уметничко уобличавање иконостасне преграде ангажован сликар Настас Томић из Охрида.